# Anetavle
Anetavle er en oversigt over en persons forfædre (aner) tilbage i tiden. I anetavler opfører man kun forældrelinjer.

## Grundlag
Den person man begynder med, kaldes probanden. Det er altså ham eller hende, hvis forfædre man skal vise afstamningsforholdet til. Ordet Proband betyder den der skal prøves, og kommer af at en tysk adelsmand skulle kunne opvise 16 adelige tipoldeforældre, for at være af god adel, og fx kunne stille op til ridderturneringer.
Da antallet af personer hele tiden bliver doblet op for hvert slægtsled (2 forældre, 4 bedsteforældre, 8 oldeforældre), kan anetavlen hurtigt blive omfattende.
I anetavler skriver man personens navne. Man kan også tilføje fødsels- og dødsdato, stilling og bosted, samt fødested og dødssted eller begravelsessted.

## Anetavle i skemaform
- Nederst i anetavlen skrives probanden.
- I 2. række skrives de to forældre, far og mor.

Faderen og de mandlige slægtsmedlemmer skrives altid til venstre for de kvindelige.
- I 3. række skrives de 4 bedsteforældre (farfar, farmor, morfar, mormor).
- I 4. række skrives de 8 oldeforældre (farfars far, farfars mor osv.)
- I 5. række skrives de 16 tipoldeforældre (farfars farfar osv).
- Herefter kan man, hvis pladsen tillader, fortsætte med de 32 tiptipoldeforældre (benævnes også tip2-oldeforældre) og så videre. Hvis eller når man kommer for langt tilbage, vil det være en fordel at lave nye anetavler begyndende med det ældste slægtsleds personer, idet man på de nye undertavler starter med disse på probandens plads og derefter på ny angiver forældre, bedsteforældre og så videre for disse.[1]

## Nummerering
Med henblik på at holde styr på de ulige slægtled og de enkelte personers forhold til probanden anvendes nummerering. Der findes forskellige måder at nummerere aner på.

### Den numeriske variant
Den numeriske variant betegnes som Kekule von Stradonitz' system, efter en tysk genealog.
I den numeriske variant giver anerne forløbende numre. Probanden får nummer 1, hans far nummer 2, hans mor nummer 3, hans farfar nummer 4 og så videre.
Mændene vil dermed altid få et lige nummer – i modsætning til nutidens CPR-nummer, hvor kvinder har et lige endetal.
Metodens fordel er, at det bliver let at 'klatre i træet' ved store anetavler: En persons far har det dobbelte nummer, og moderen 1 højere. Og en persons barn har det halve nummer.

### Anebrøken
Den anden variant er anebrøken, der blev introduceret af Ottokar Lorenz.
Her angiver tælleren i brøken (tallet til venstre) antallet af personer i den generation, mens nævneren (tallet til højre) er fortløbende startende med 1 yderst til venstre for hver anegeneration. For mænd vil nævneren altid være et ulige tal, og for kvinder et lige tal.
Anebrøkens fordel er, at man altid kan se hvilket slægtled, man befinder sig i, og om man er på fædrene eller mødrene side (fædrene side: alle nævnere mindre end halvdelen af tælleren, mødrene side: alle nævnere større end halvdelen af tælleren).
Anebrøken 8/3 angiver eksempelvis, at det er probandens oldeforældre generation (der er 8 oldeforældre), og tallet 3 at det er probandens farmors far.
I illustrationen er den numeriske variant orange og anebrøkerne grønne.
|               | I         | II           | III                |
| ------------- | --------- | ------------ | ------------------ |
| 1 1/1 proband | 2 2/1 far | 4 4/1 farfar | 8 8/1 farfars far  |
| 1 1/1 proband | 2 2/1 far | 4 4/1 farfar | 9 8/2 farfars mor  |
| 1 1/1 proband | 2 2/1 far | 5 4/2 farmor | 10 8/3 farmors far |
| 1 1/1 proband | 2 2/1 far | 5 4/2 farmor | 11 8/4 farmors mor |
| 1 1/1 proband | 3 2/2 mor | 6 4/3 morfar | 12 8/5 morfars far |
| 1 1/1 proband | 3 2/2 mor | 6 4/3 morfar | 13 8/6 morfars mor |
| 1 1/1 proband | 3 2/2 mor | 7 4/4 mormor | 14 8/7 mormors far |
| 1 1/1 proband | 3 2/2 mor | 7 4/4 mormor | 15 8/8 mormors mor |